# دم هرهرائی
 دُم هرهرائی  روستای کوچکی از توابع  بخش مرکزی شهرستان خمیر	 در شهرستان خمیر  در استان هرمزگان ایران است.
روستای دم هرهرائی از شمال به هیر، از جنوب به پدل، از مغرب به هرا، و از سمت مشرق به بربست محدود می‌گردد.

## جمعیت
این روستا دارای  ۵۱ نفر (۱۵ خانوار)  جمعیت است که از اهل سنت و از شاخه شافعی هستند یعنی از پیروان امام محمد ادریس شافعی هستند.
دم هرهرائی دارای مسجد، دبستان، آب‌انبار (برکه) و درمانگاه است.

## شغل مردم روستا
شغل اهالی  کشاورزی، دامداری، و تجارت است.
دارای ۱۵۰ اصله نخل دیم و ۲۰۰ من زمین  زیر کشت دیم دارد. .